# Sint-Stefanuskapel (Wijnandsrade)
De Sint-Stefanuskapel of 't Sjtaeveshuuske is een niskapel bij Wijnandsrade in de Nederlands Zuid-Limburgse gemeente Beekdaelen. De kapel staat aan de noordwestrand van het dorp aan een kruising van de veldwegen Lieverkenszandweg, Stokskensweg en Wijnandsraderveldweg.
De kapel is gewijd aan Sint-Stefanus.

## Geschiedenis
In 1697 maakte men reeds melding dat de processie vanuit de kerk de St. Stevenskapel aandeed. Voor deze tijd werd de kapel in documenten ook aangeduid als kadastraal oriëntatiepunt.
In 1922 werd de kapel gebouwd.
In de jaren 1950 werd de kapel opgeknapt, maar in de jaren daarna vernielden vandalen de kapel en de kapel takelde alleen maar verder af.
Aan het begin van de jaren 1980 werd de kapel weer hersteld.

## Bouwwerk
De bakstenen kapel heeft de vorm van een pilaar waarin een nis is aangebracht en wordt gedekt door een zadeldak van cementplaten. Het cementstenen basement heeft de vorm van een afgeknotte piramide. Daarboven versmalt de kapel in twee trappen. In de frontgevel is een wit geschilderde gevelsteen aangebracht waarin een tekst in zwarte letters gegraveerd is, waarin 1922 als chronogram staat en B.V.O. de afkorting is van bid voor ons:

GoDsVrUCht stIChtte
Wat sChennershanD
ten gronDe rIChtte
H. Stephanus B.V.O.

De kapelnis bestaat uit een gemetselde rondboog die met een smeedijzeren traliehekje wordt afgesloten. Van binnen is de nis wit geschilderd. Op de achterwand is een schildering aangebracht die Stefanus toont terwijl die gestenigd wordt.